# Fotbalový stadion Střelecký ostrov
Fotbalový stadion Střelecký ostrov (Nederlands: Voetbalstadion Schieteiland) is een voetbalstadion in České Budějovice, Tsjechië. SK Dynamo České Budějovice speelt in dit stadion haar thuiswedstrijden. 
Het is geopend in 1940.

## Interland
Het Tsjechisch voetbalelftal speelde tot op heden een interland op het Střelecký ostrov.
| 1 | 29 maart 2011 | Tsjechië – Liechtenstein | 2 – 0 | EK-kwalificatie |